# Threshold Limit Value - Time Weighted Average
Threshold Limit Value - Time Weighted Average (TLV-TWA) o Valor Umbral Límite - Media Ponderada en el Tiempo, es el valor límite ambiental publicado por la ACGIH (American Conference of Governmental Industrial Hygienists); se definen como la "concentración media ponderada en el tiempo, para una jornada laboral normal de trabajo de 8 horas y una semana laboral de 40 horas, a la que pueden estar expuestos casi todos los trabajadores repetidamente día tras día, sin efectos adversos".

## Conceptos similares
El TLV puede considerarse equivalente a los siguientes conceptos:
- Alemania
  - AGW (Arbeitsplatzgrenzwert)
  - MAK (Maximale Arbeitsplatz-Konzentration)
- Australia
  - OES (Occupational Exposure Standard)[1]
- Argentina
  - CMP (Concentración Máxima Permisible)[2]
- España
  - VLA-ED (Valor límite ambiental de exposición diaria)[3]
- Estados Unidos
  - WEEL (Workplace environmental exposure level) creado por el comité de la Asociación Americana de Higiene Industrial (AIHA)[4]
- Francia
  - VME (Valeur Moyenne d'Exposition)
  - VLE (Valeur Limite d'Exposition)
- Países Bajos
  - MAC (Maximaal Aanvaarde Concentratie)
- Malasia
  - PEL (Permissible exposure limit)
- México
  - VLE-PPT (Valor límite de exposición promedio ponderado en tiempo)
- Polonia
  - NDN (Najwyższe Dopuszczalne Natężenie)
- Rusia
  - ПДК (предельно допустимая концентрация)